# Sankt Knuts Gille i Skanör-Falsterbo

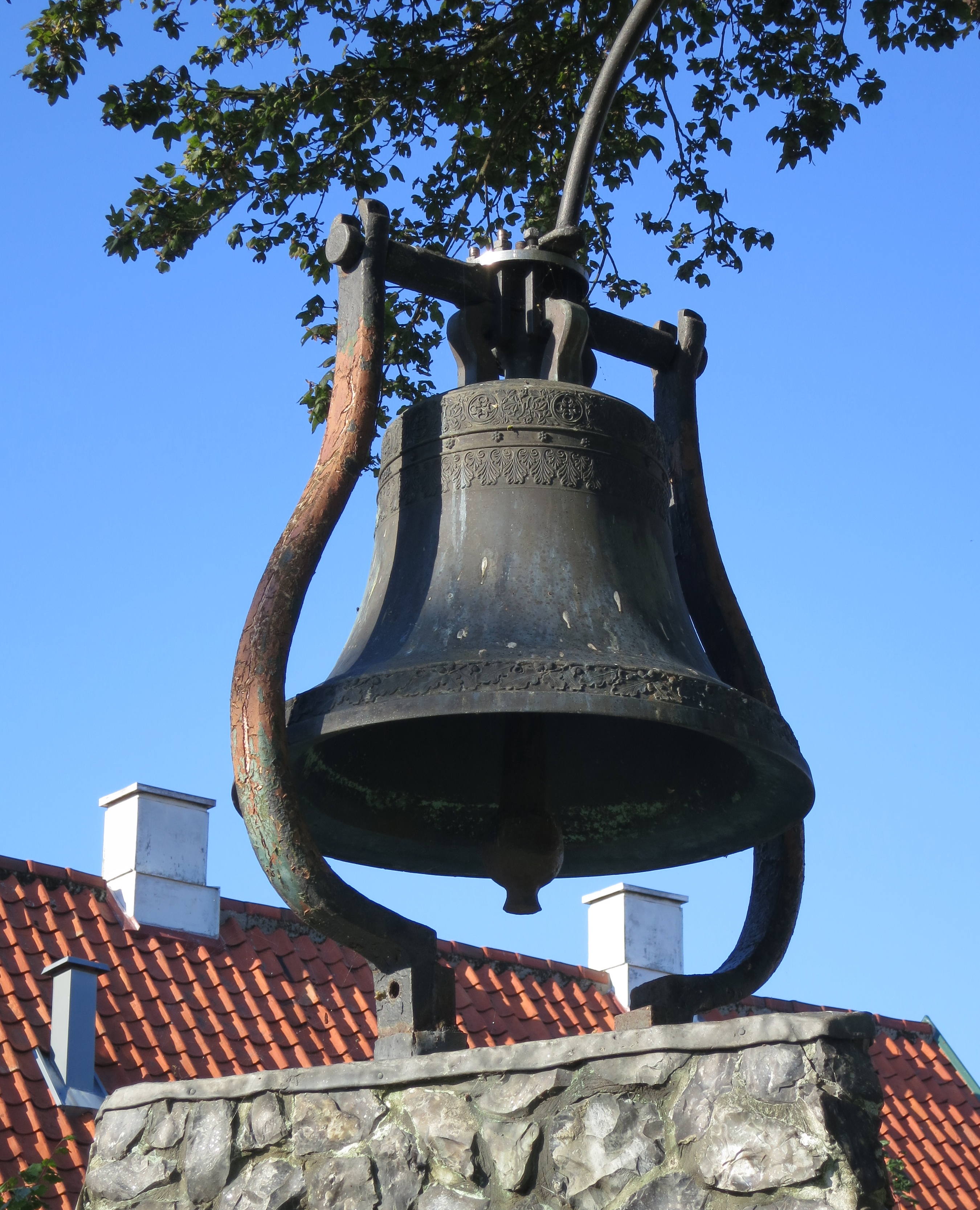
Knutsklocka på Rådhustorget i Skanör

Sankt Knuts Gille i Skanör-Falsterbo är ett (eller snarare två) av de medeltida skånska Knutsgillen, vilka återupprättats i modern tid. Gillet återinvigdes 1949 och var därmed det andra gillet att återuppstå under 1900-talet.

## De medeltida gillena i Skanör och Falsterbo
Det medeltida gillet i Skanör är främst bekant genom den åldermannasynod på denna ort till vilken åldermän från 18 olika Knutsgillen samlades den 7 september 1256. Sådana synoder hade tidigare brukat hållas i Ringsted, och att Skanör nu trädde i denna orts ställe förklarar Lauritz Weibull med den ekonomiskt centrala ställning Skanör vid denna tid erhållit tack vare det lukrativa sillfisket. Vid synoden utarbetade gillena gemensamma stadgar. Skanörs centrala roll bland gillena illustrerades därvid bland annat av att det föreskrevs att gillenas "överdomstol" skulle vara förlagd till denna ort, och att en knutsbroder som kallats att inställa sig inför denna men icke gjort detta skulle uteslutas ur sitt gille oavsett vilket detta var. Härutöver är dock källmaterialet kring Skanörsgillet magert.
För gillet i Falsterbo är källäget än knappare: detta är endast belagt genom sin ännu bevarade sigillstamp, daterad till omkring år 1300. Sigillet bär inskriptionen "SIGILLUM CONVIVII ST. CANUTI IN VALSTERBODE". 
Det är inte känt när gillena i Skanör och Falsterbo upplöstes. Dock är det rimligt att antaga att detta skett senast i och med det allmänna förbud mot helgonanknutna gillen inom Danska riket som utfärdades 1526.

## Det nutida gillet
1944 hade man för första gången i modern tid återupprättat ett nedlagt Knutsgille, nämligen det i Landskrona. Fyra år senare, 1948, väcktes liknade planer i Skanör-Falsterbo. Till de främsta initiativtagarna hörde kommunalborgmästaren Kristian Persson, filosofie licentiat Claes Hommerberg och ögonläkaren Stig Cronqvist. Efter kontakter med de överlevande gillena i Lund, Malmö och Ystad samt det nystartade i Landskrona kunde ett kombinerat gille för de två orterna formellt återinstiftas den 7 januari (Knut Lavards dödsdag) 1949. Dåvarande stolsbrodern (senare åldermannen) i lundagillet, professor Karl Gustav Ljunggren, höll invigningstalet och den ovannämnde borgmästare Persson utsågs till det nya gillets första ålderman.
Gillets aktiviteter utgörs i huvudsak av stämma på Knut Lavards dödsdag 7 januari, papegojskjutning samt årshögtid ("adeldrickning") på lördagen närmast den 7 september (datumet för 1256 års synod). En åldermannakedja i silver - avbildande bland annat det medeltida sigillet från Falsterbo - donerades 1993 till gillet av dåvarande åldermannen Nils-Erik Andersson.

### Åldermän
- 1948-1972 - Kristian Persson, kommunalborgmästare
- 1972-1976 - Arvid Söderlindh, överlots
- 1976-1996 - Nils-Erik Andersson, tullförvaltare
- 1996-2016 - Bengt Hansson, bankdirektör
- 2016-sittande Anders Hansson, tullinspektör/riksdagsledamot